# Bătălia de la Numistro
Bătălia de la Numistro a fost o bătălie din anul 210 î.Hr. din cadrul celui de al doilea război punic, între armata cartagineză condusă de Hannibal și armata romană condusă de Marcellus. Bătălia a fost neconvingătoare, încheindu-se cu retragerea lui Hannibal, Marcellus vânându-l până la Asculum anul următor.